# Менский консервный завод
Менский консервный завод (укр. Менський консервний завод) — предприятие пищевой промышленности в городе Мена Менского района Черниговской области.

## История
Менский плодоконсервный завод был построен в соответствии с шестым пятилетним планом развития народного хозяйства СССР в 1959 - 1965 гг. как предприятие пищевой промышленности общесоюзного значения.
К началу 1970х годов продукция завода поставлялась потребителям на территории СССР, а также экспортировалась в Великобританию, ВНР, ГДР и Японию. В 1971 году завод выпустил 6 млн. банок консервов 56 наименований, выполнив производственный план 1971 года на 128,8%.
В целом, в советское время завод входил в число крупнейших предприятий города.

## Современное состояние
Предприятие производит мясные, мясорастительные, салобобовые и плодоовощные консервы, а также осуществляет соление и квашение овощей и разлив вина.